# Linhão Norte-Sul
A Interligação Norte-Sul ou Linhão Norte-Sul é uma linha de transmissão que conecta os sistemas elétricos do norte e nordeste do Brasil, com o sistema do centro-sul nacional. Tem 1.276 km de extensão, saindo da substação de Samambaia, em Brasília, até Imperatriz, no Maranhão.
É um dos maiores e mais modernos sistemas de fornecimento de energia elétrica do mundo. Está em operação desde o dia 1º de março de 1999.
Esse empreendimento permite o gerenciamento racional do excedente de energia elétrica gerada nas várias usinas hidrelétricas do Brasil e dos picos de demanda do país. Isto significa que, se houver risco de faltar energia no centro-sul será possível transportar para lá os excedentes de energia da região norte-nordeste e vice-versa. Cada torre tem 30 metros de altura, e a distância média entre elas é de 400 metros na tensão 500 kV, com capacidade de transmissão de 1.100 MW. A Eletrobras Eletronorte opera o trecho de Imperatriz até Miracema, numa extensão de 517 quilômetros e 1.232 torres. 
O traçado do Linhão passa próximo a Palmas, capital do Tocantins, e à Usina Hidrelétrica Luiz Eduardo Magalhães, em Lajeado. No Tocantins, a Eletrobras Eletronorte montou subestações em Colinas do Tocantins e em Miracema do Tocantins. Na Subestação Miracema, localizada na rodovia que liga Miracema do Tocantins a Miranorte (TO-342), a energia é rebaixada para 138 kV e entregue à rede da Celtins. Esta subestação é responsável por abastecer todo o sistema de distribuição da Celtins nas regiões central, centro-oeste, centro-leste e sudeste do Tocantins, incluindo as cidades de Palmas, Paraíso do Tocantins e Porto Nacional.
Partindo de Samambaia em Brasília o linhão Norte-Sul vai à Usina Hidrelétrica Serra da Mesa (248 quilômetros) e daí até Gurupi, 258 quilômetros. Depois segue até Miracema do Tocantins e depois Colinas do Tocantins. O último trecho sai de Colinas do Tocantins atravessa o rio Tocantins em Estreito passa por Porto Franco e segue até Imperatriz, com 343 quilômetros de extensão. O linhão Norte-Sul foi construído em 12 meses e seu custo foi de US$ 700 milhões, sendo que desse montante, US$ 600 milhões foram financiados via Banco Interamericano de Desenvolvimento, Banco Internacional para Reconstrução e Desenvolvimento e Exim Bank do Japão.
No trecho entre Gurupi e Imperatriz, o linhão Norte-Sul pode ser visto ao longo da Rodovia Belém-Brasília (BR-153; BR-226 e BR-010).